# Nesonana xenoverpa
Nesonana xenoverpa är en tvåvingeart som beskrevs av Stephen D. Gaimari och Irwin 2000. Nesonana xenoverpa ingår i släktet Nesonana och familjen stilettflugor. Inga underarter finns listade i Catalogue of Life.